# 高雄市濕地生態廊道
高雄市濕地生態廊道，指的是高雄市自2003年起，引入生態廊道概念，陸續營造、串聯多個濕地的計畫與概念。

## 概念歷程
2004年，在台灣濕地保護聯盟遊說下，高雄市長謝長廷簽署濕地保護宣言，並表達支持「西高雄濕地廊道」之建構。早期高雄市政府工務局定義的「西高雄濕地生態廊道」，包括洲仔濕地、本和里滯洪池、美術館內惟埤、半屏湖沈砂池、援中港濕地、中都濕地等六處，隨著高雄縣市合併，範圍也擴及到不僅限於都會地區。早期將距離較遙遠的大鬼湖濕地、楠梓仙溪濕地及林園人工濕地排除於濕地生態廊道清單外，後來則全數納入，目前共有21處濕地，其中12個濕地被列入國家重要濕地(3個國家級濕地、9個地方級濕地)。

## 濕地

### 大鬼湖濕地
為一自然濕地，位於茂林區，被列入國家級濕地。

### 楠梓仙溪濕地
為一自然濕地，位於那瑪夏區，被列入國家級濕地。

### 洲仔濕地
為一人工濕地，位於左營區洲仔一帶，鄰近蓮池潭，被列入國家級濕地。
該地區原先被納入左營第一號公園預定地，曾規劃成「民俗技藝園區」、「自然史蹟公園」，但由於土地徵收爭議，一直未能完成。2002年10月，台灣濕地保護聯盟向市政府提出「水雉返鄉計畫」，由NGO團體認養該處並進行長達多年的濕地復育。
平日除預約導覽外，僅開放解說中心週邊小部分區域及，僅於每月第一週、第二週與第三週週日開放全區參觀。

### 高雄大學濕地
位於楠梓區高雄大學境內，自1999 年開始施工，2003 年完成濕地營造，由高雄大學總務處自行管理維護。

### 茄萣濕地
位於茄萣區，目前是暫定地方級濕地。為原高雄鹽場的竹滬鹽田一部分，1991年因興達港興建而廢曬後閒置，2012年規劃為濕地公園，園區附近有歷史建築「茄萣竹滬鹽灘鹽警槍樓」。

### 永安濕地
位於永安區，被列入地方級濕地。為原高雄鹽場的烏樹林鹽田一部分，1978年因興達發電廠計畫用來當煤灰掩埋場而廢曬，但後來未使用而閒置，2011年規劃為濕地公園，園區內有市定古蹟原烏樹林製鹽株式會社辦公室。

### 大樹人工濕地
又稱舊鐵橋濕地，位於大樹區下淡水溪鐵橋下方，被列入地方級濕地。自2002年起結合河川復育工程所建設，2005年完工，並引入竹寮溪低污染的廢水以生態工法淨化，但在莫拉克風災後遭受嚴重破壞。

### 鳥松濕地
位於鳥松區，被列入地方級濕地，原為澄清湖淨水廠的沉砂池，2000年成為台灣第一座人工濕地公園，2002年起由高雄鳥會認養。

### 林園人工濕地
又名「林園紅樹林生態區」，位於林園區高屏溪口，被列入地方級濕地，自1994年由民間團體保護高屏溪綠色聯盟開始主動復育紅樹林，是台灣最早復育紅樹林的地方之一，但在莫拉克風災後遭受嚴重破壞。

### 援中港濕地
位於楠梓區後勁溪與典寶溪出海口之間，被列入地方級濕地。原屬左營軍港，後軍方承租給民眾闢建漁塭，而因海軍二代艦基地工程收回後，提供了其中50公頃土地給高雄市政府作為公共設施空間，當中約20公頃用來建設楠梓污水處理廠，剩餘近30公頃則自2006年起闢建為濕地公園，因汙水處理廠而分隔為東、西兩區，並由台灣濕地保護聯盟認養西區，平日僅開放預約參觀，每週日可自由參觀。

### 半屏湖濕地
位於半屏山上，跨越楠梓區及左營區，被列入地方級濕地。原為1997年半屏山採礦權終止後，為維護水土保持所闢建的沈砂池，後闢建為濕地公園。

### 鳳山水庫
位於小港區。因位於鳳山丘陵而得名，1982年闢建為鳳山水庫，因水源保護區較少人為干擾，而成為野生動物棲息地。

### 美術館濕地
又稱作內惟埤濕地，位於鼓山區高雄市立美術館境內，1999年起闢建，並於2000年完工。

### 愛河濕地
位於愛河沿岸，緊鄰中都濕地，2005年開始動工。

### 中都濕地
位於愛河沿岸，緊鄰愛河濕地及國定古蹟中都唐榮磚窯廠，原為三處公園用地（公4、公5、公1）與二處學校預定地(文中、文小)，早期多用作合板木業的儲木池。2010年開始動工，2011年4月完工，並人工復育紅樹林。

### 鹽水港溪濕地
位於小港區鹽水港溪沿岸，自2004年起作為鹽水港溪污染整治的一環而建設。

### 檨仔林埤濕地
位於三民區，檨仔林埤是早期曹公圳所串連之埤塘之一，2007年起闢建親水濕地公園。

### 本和里滯洪池
位於三民區，2003年興建，2004年完工啟用，為台灣首座都市型防洪滯洪池，滯洪量約11萬噸。

### 寶業里滯洪池
位於三民區，2011年興建，2012年完工啟用，為一都市型防洪滯洪池，滯洪量約10萬噸。

### 林園海洋濕地
位於林園區港嘴溪出海口附近，原為天然潟湖，2012年打造為濕地公園，並於2014年完工。

### 保安濕地
位於鳳山區鳳山溪畔，2013年闢建，並引入鳳山污水處理廠二級放流水。

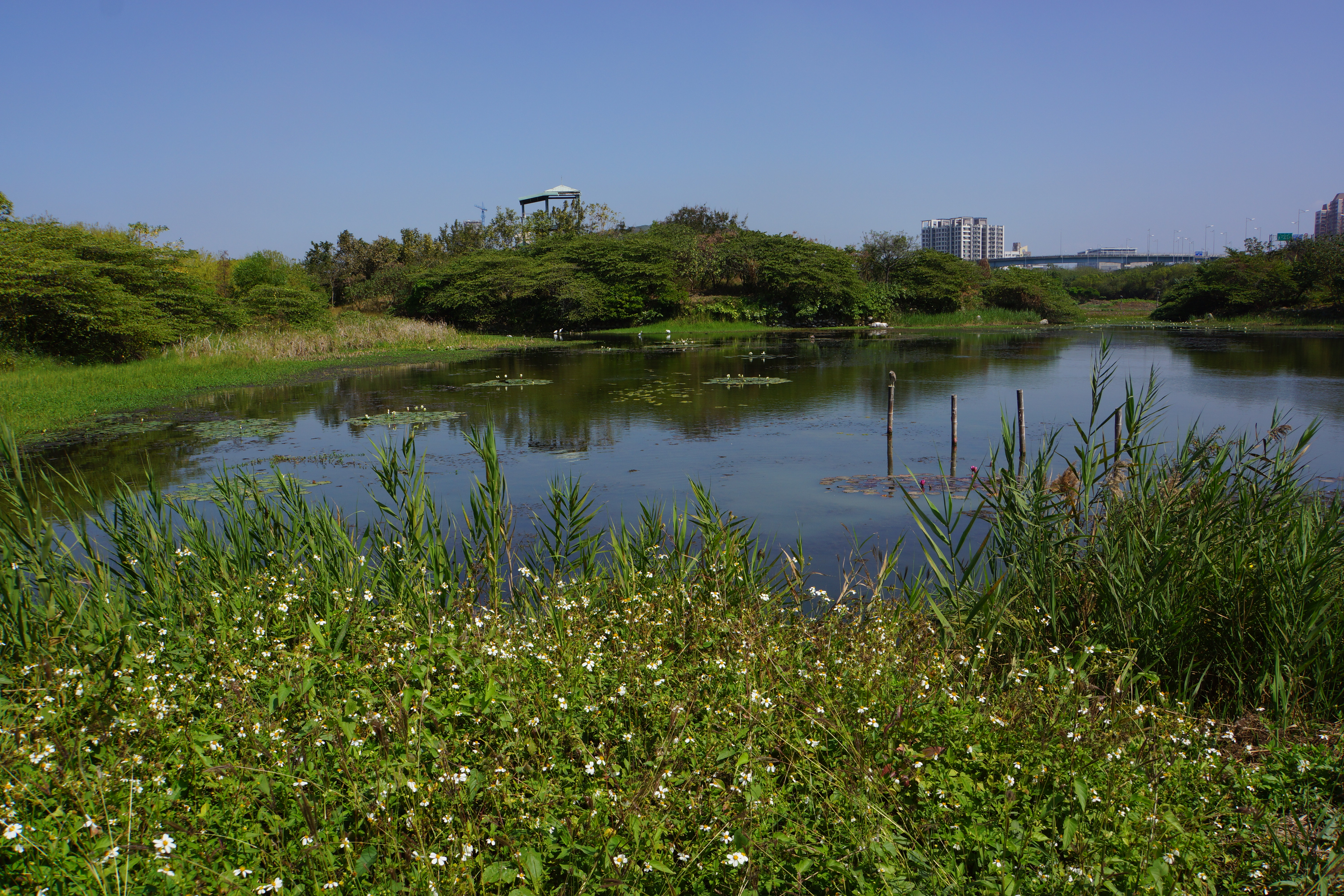
洲仔溼地公園
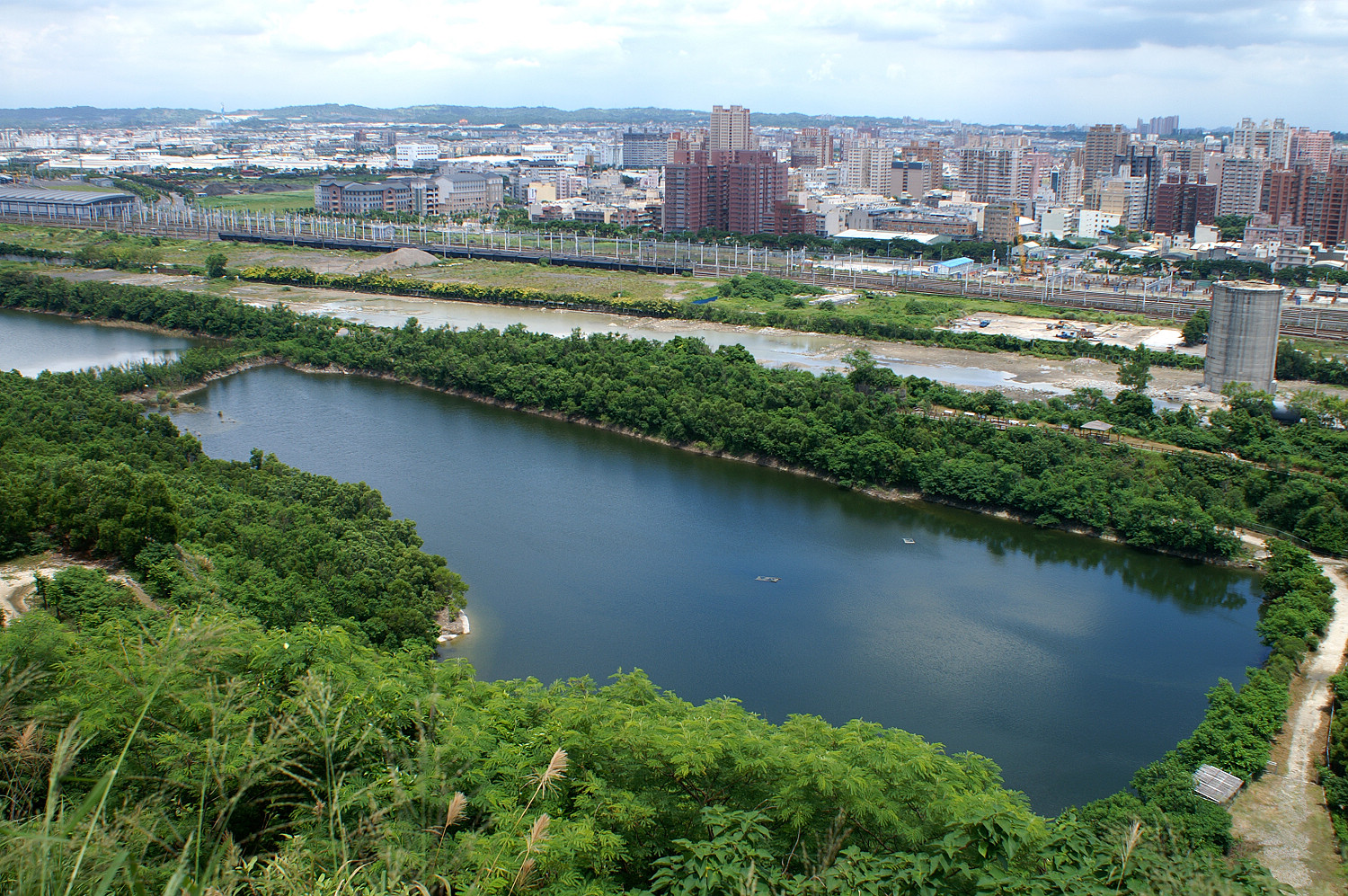
半屏湖
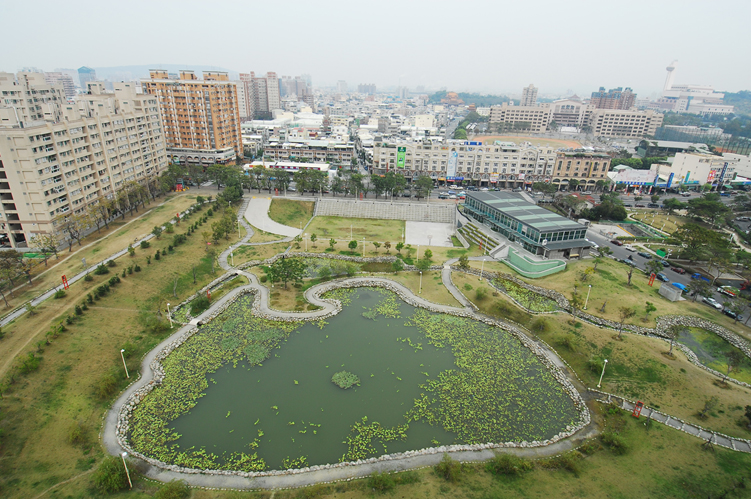
本和里滯洪池
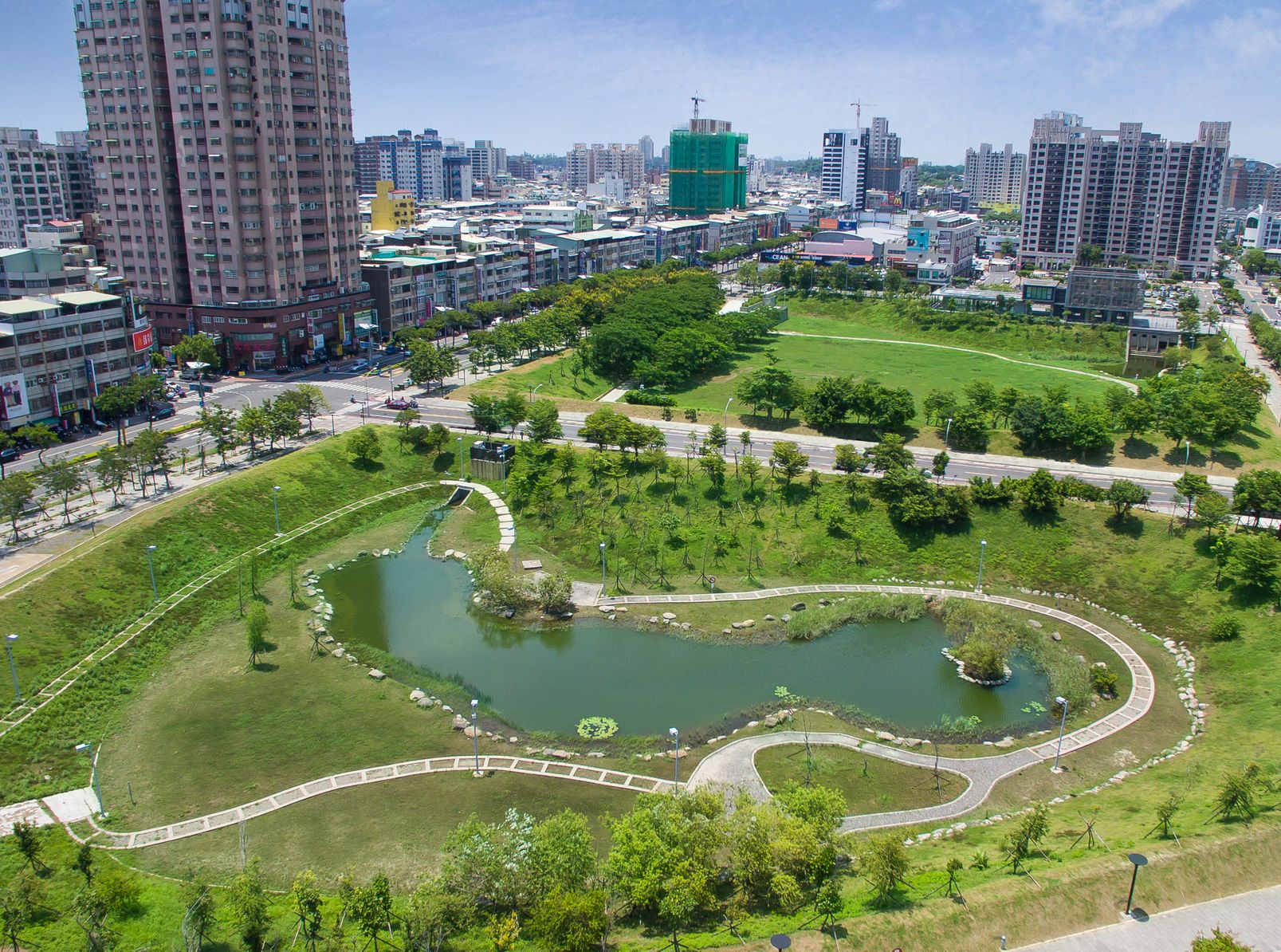
寶業里滯洪池